# Dragon Ball Z : Rivaux dangereux
Dragon Ball Z : Rivaux dangereux (ドラゴンボールZ 危険なふたり!超戦士はねむれない, Doragon Bōru Zetto Kiken na Futari! Sūpā Senshi wa Nemurenai, litt. Dragon Ball Z : Un dangereux duo ! Le Super Guerrier ne dort plus), ou Dragon Ball Z : Le Retour de Broly dans une version antérieure, est un film d'animation japonais réalisé par Shigeyasu Yamauchi, sorti en 1994.
En France, il est sorti le 16 octobre 1996 avec Dragon Ball Z : Attaque Super Warrior ! sous le titre Dragon Ball Z 2.

## Résumé
Aussi impensable que cela puisse paraître, Broly a miraculeusement survécu à son combat contre Goku, il y a 7 ans. Arrivé sur Terre, le Super Saiyan légendaire est prisonnier des glaces. 
À la recherche des Dragon Balls, Son Goten, Trunks et Videl tombent sur un village peuplé de pauvres habitants. Le vieil homme leur raconte que leur habitat est menacé, depuis des semaines, par un dinosaure. Le trio se propose de leur en débarrasser, en échange de la Dragon Ball que détient le prêtre. Alors qu'ils tendent une embuscade à la créature, Videl gifle Goten qui voulait se nourrir, mais les pleurs du jeune Saiyan réveille Broly qui se libère de sa prison de glaces. La jeune femme donne alors un gâteau à Goten pour qu'il cesse ses pleurs, puis le dinosaure débarque. Les deux jeunes Saiyans l'assomment et tiennent leur promesse. 
Le lendemain, Broly part à la recherche de Goten, croise Videl dont il s'en défait rapidement, puis engage le combat avec les deux jeunes Saiyans, qu'il bat sans difficulté. Mais Son Gohan vole à leur rescousse et découvre que son vieil ennemi est toujours vivant. Il décide alors de l'affronter, mais hélas, il ne fait pas le poids. Il protège ses trois camarades d'une attaque de son adversaire, mais l'explosion les blesse et les rend inconscients. Enragé, il se transforme en Super Saiyan, envoie Broly dans la lave et est sauvé de justesse par Krilin. Malheureusement, son adversaire est toujours là. Ce dernier envoie valser Krilin avant de torturer le jeune Saiyan. Le Super Saiyan légendaire prépare sa plus puissante attaque, mais Gohan tente de le repousser avec son Kaméhaméha et reçoit le renfort de son frère cadet. Grâce aux Dragon Balls, Goku fait son apparition aux côtés de ses fils et les aide à vaincre Broly avec un triple Kaméhaméha.

## Fiche technique
- Titre original : ドラゴンボールZ 危険なふたり!超戦士はねむれない (Doragon Bōru Zetto Kiken na Futari! Sūpā Senshi wa Nemurenai)
- Titre français : Dragon Ball Z : Rivaux dangereux
- Titre alternatif : Dragon Ball Z : Le Retour de Broly
- Réalisation : Shigeyasu Yamauchi
- Scénario : Takao Koyama, adapté du manga Dragon Ball d’Akira Toriyama
- Musique : Shunsuke Kikuchi
- Société de production : Toei Animation
- Pays d’origine :  Japon
- Format : Couleur
- Genre : Aventure, fantastique
- Durée : 52 minutes
- Date de sortie :  12 mars 1994,  16 octobre 1996

## Distribution
- Masako Nozawa (VF : Thierry Redler) : Son Goku
- Masako Nozawa (VF : Marc Lesser) : Son Gohan
- Masako Nozawa (VF : Brigitte Lecordier) : Son Goten
- Takeshi Kusao (VF : Brigitte Lecordier) : Trunks
- Yūko Minaguchi (VF : Brigitte Lecordier) : Videl
- Mayumi Tanaka (VF : Claude Chantal) : Krilin
- Hitoshi Takagi (VF : Pierre Trabaud) : Vieil homme
- Junko Shimakata (VF : Sylvie Jacob) : Coko
- Bin Shimada (VF : Thierry Redler) : Broly
- Jōji Yanami (VF : Georges Lycan) : Narrateur
- Fūrin Cha (VF : Philippe Catoire) : Prêtre Maloja

## Autour du film
Ce film est sorti dans le cadre de la Toeï Anime Fair de mars 1994 avec Dr. Slump - Noyoyo! Accompanies by the Shark She Saved.
Alors que dans la version française de Dragon Ball Z : Broly le super guerrier, le nom Saiyan de Son Goku était « Caroto » qui est quasi identique à « Kakarot », dans la version française de ce film, son nom Saiyan devient « Cachalot », certainement une erreur de traduction.
Durant sa sortie en France, une scène du film a été censurée, celle où Trunks montre son postérieur à Broly et urine dans son pantalon .